# Pecorino romano
Pecorino romano es un queso de leche de oveja (la palabra pecora, de la que deriva, significa «oveja» en italiano) de aspecto duro, y sabor salado empleado frecuentemente en la cocina italiana, en salsas o para gratinar. El pecorino romano se produce en el Lacio, en Cerdeña y en la provincia de Grosseto (Toscana). El pueblo sardo de Gavoi es en la actualidad el mayor productor de este queso. 

## Historia
La elaboración del queso pecorino romano ya se describe por primera vez en los autores latinos como Varrón y Plinio el Viejo hace casi 2.000 años. Se sabe que fue producido en las cercanías de la ciudad de Roma.
Desde esa época los rebaños de ovejas de Lazio y Cerdeña, producen la leche de la que se hace este queso. Los patricios romanos se deleitaban con el pecorino romano en sus banquetes. Tiene la propiedad de conservarse durante mucho tiempo lo cual lo convirtió en uno de los alimentos básicos de las legiones romanas durante sus largas expediciones, de manera tal que se estableció como porción diaria (27 gr.) en la alimentación de los soldados adicionándose al pan y la sopa de espelta. Este queso cubrió sus necesidades nutricionales dándoles fuerza a los fatigados soldados, porque su alto contenido en proteínas, grasas y sales, era una inyección de energía fácil de digerir.
La elaboración de la leche de oveja para obtener este queso está descrita por Plinio el Viejo de la siguiente manera:
"[...] la leche se hace coagular a base de cuajo de cordero o cabrito (...) El cubo de ordeño, cuando se ha llenado con leche, debe mantenerse a fuego medio: no debe llevarse al fuego [...] sino que debe colocarse lejos de él y, tan pronto como el líquido se haya coagulado, deberá ser transferido a cestos o formas. De hecho, es esencial que el suero pueda drenar inmediatamente y separarse de la materia sólida [...]. Luego, cuando la parte sólida se retira de las formas o canastas, se debe colocar en un ambiente fresco y oscuro, para que no pueda descomponerse, en mesas lo más limpias posible, y rociar con sal triturada para que exude el líquido." (2)

## Usos
El pecorino romano se emplea frecuentemente en platos de pasta, a menudo rallado como se hace con el Parmigiano Reggiano (parmesano). Su sabor fuerte y salado hace que sea empleado en la elaboración de salsas, en especial aquellas de origen romano, tal y como la bucatini all'amatriciana.

## Confusiones
El pecorino romano no debe confundirse con el pecorino toscano (de la Toscana), el pecorino sardo (de Cerdeña) u otros quesos pecorinos. Estos quesos no son tan salados como el pecorino romano, y su textura es más apropiada para ser comidos solos o en sándwiches.

## Denominación de origen
Desde 1996 el pecorino romano tiene una denominación de origen protegida (DOP) ante la Unión Europea. A nivel internacional, cuenta con registro como denominación de origen, conforme al Sistema de Lisboa, ante la Organización Mundial de la Propiedad Intelectual, desde el 5 de mayo de 2014.